# 石田佐久馬
石田 佐久馬（いしだ さくま、1919年〈大正8年〉12月5日 - 2006年〈平成18年〉）は、日本の国語教育者。
福井県小浜市出身。福井県師範学校本科・専攻科卒業後、福井県での小学校訓導を経て、お茶の水女子大学附属小学校教諭、十文字学園女子短期大学教授。日本国語教師の会代表。

## 著書
- 『小学校における国語科指導の新しい要領』春秋社、1951 新しい教育要領シリーズ
- 『私たちの日本文学』さ・え・ら書房 ぼくたちの研究室。1952
- 『少年少女新しい作文の事典』学芸図書出版社、1953
- 『私たちの近代日本文学』さ・え・ら書房 ぼくたちの研究室、1954
- 『私たちの万葉集』さ・え・ら書房 ぼくたちの研究室、1956
- 『これからの小学校文法 読解と作文の力をのばすために』東洋館出版社、1957
- 『おはなし日本の文学 上代から江戸時代まで』さ・え・ら書房 ぼくたちの研究室、1958
- 『一・二～五・六年生の漢字のきまり』森山宏絵 さ・え・ら書房 たのしい図書室、1959
- 『これからの作文指導 だれもが書ける作文をめざして』東洋館出版社、1960
- 『書き取りのきまり』さ・え・ら書房、1961
- 『これからの読解指導 読むことの意欲を高めるために』東洋館出版社、1961
- 『読解指導の進め方深め方 基礎能力をのばす方法』東洋館出版社、1961
- 『じょうずな話し方』吉崎正巳絵 ポプラ社 入門百科、1965
- 『源義経』石井健之絵 ポプラ社 子どもの伝記・カラー版、1973
- 『新しい国語指導法の開発 1　主体的な国語授業の展開』東洋館出版社、1981
- 『若い教師のための国語授業のヒント』東京書籍、1983
- 『小学生の作文はかせ 作文がスラスラ書ける本』学灯社、1984
- 『国語科問題作り学習のすすめ』明治図書出版、1986 国語科授業の新展開
- 『国語授業をゆさぶる 発問と思考』東洋館出版社、1990 国語授業を変える
- 『はずむ国語授業づくり 自己教育力の開発』東洋館出版社、1990 国語授業を変える
- 『読みにおけるイメージづくり イメージ化の読み』東洋館出版社、1990 国語授業を変える
- 『文学教材の豊かな読みと教材解釈 イメージ化の読み』東洋館出版社 1992 国語授業を変える

、『新しい学力観に立つ説明文の授業はいま』東洋館出版社、1993 国語授業を変える
- 『作文指導の基礎基本とは』東洋館出版社、1995 国語授業を変える
- 『どの子も書きたくなる作文指導のアイディア58』小学館、1995 教育技術実践書
- 『どの子も上手に話せる 話しことばの時代』東洋館出版社、1996 国語授業を変える
- 『漢字の達人』講談社 国語学習なっとく事典、1997
- 『ことばの達人 ことわざ・慣用句・四字熟語』講談社 国語学習なっとく事典、1997
- 『問題をもって自ら読み書く 真に生きる力の育成をめざして』東洋館出版社、1997 国語授業を変える
- 『子どもが生きる発問の工夫 国語科授業の基礎・基本』東洋館出版社、1998
- 『子どもが生きる板書の工夫 国語科授業の基礎・基本』東洋館出版社、1998
- 『子どもが生きるノートづくりの工夫 国語科授業の基礎・基本』東洋館出版社、2001
- 『国語教師の会の日本語上達法』講談社+α新書、2005
- 『ことばのみちくさ 大人のための日本語再発見』東洋館出版社、2005

### 共編著
- 『新しい学習の指導 全教科』阿久沢栄太郎共編 学芸図書出版社、1949
- 『少年少女日本文学物語』編 書芸社、1949
- 『小学校二年の道徳教育』編著 明治圖書出版 道徳教育実踐叢書、1952
- 『たのしい絵日記』編 さ・え・ら書房、1953
- 『学校図書館の設営』編 福村書店、1954
- 『学校図書館の読書指導』編 福村書店、1954
- 『子どもの四季』編 藤沢典明絵 福村書店、1954
- 『話し方と作文の事典』編 林健造絵 福村書店 少年少女文庫、1954
- 『みんなの絵日記』編 さ・え・ら書房、1954
- 『やさしい国語のきまり 子どもの文法』編 北田卓史絵 さ・え・ら書房 たのしい図書室、1957
- 『子どものみた100の人びと』大浦猛、杉山正一共編 東洋館出版社、1960
- 『国語授業の創造』全6巻 編著 東洋館出版社、1967
- 『国語授業の発見』全6巻 編著 東洋館出版社、1969
- 『読書・作文指導法の探究』有定稔雄、田中三郎共編 近代新書出版社、1972
- 『国語指導の近代化』全5巻 東洋館出版社、1972 - 73
- 『国語授業の探究』全5巻 編著 東洋館出版社、1975
- 『音読・朗読・黙読』編著 東京書籍、1979
- 『言語事項の指導事例集』全3巻 編 明治図書出版、1979
- 『国語のおあそび ちょっと教科書をはなれて』編著 日本書籍、1979
- 『新しい国語授業の視点』全4巻　編著 東洋館出版社、1979
- 『ことばの基礎能力を伸ばす言語事項の練習学習』石井昭示共編著 東洋館出版社 1981、新しい国語指導法の開発 第2巻
- 『作文ぎらいの子はいない ちょっと教科書をはなれて』編著 日本書籍、1981
- 『確かな表現力を育てる作文指導の展開』伊藤昭三共編著 東洋館出版社、1981 新しい国語指導法の開発 3
- 『豊かな人間性を育てる文学教材の読解鑑賞指導』野口芳宏共編著 東洋館出版社、1981 新しい国語指導法の開発 第4巻
- 『ことばを大切にする文学教材指導の技法』林四郎共編著 東京書籍、1982
- 『小学校国語科学習指導の研究』全50巻 責任編集 東洋館出版社、1984 - 96
- 『国語科問題作り学習の実践』編著 明治図書出版、1986 国語科授業の新展開
- 『新文種別国語授業の展開技術』全5巻 責任編集 東洋館出版社、1992
- 『再点検ほんものの国語授業』編著 東洋館出版社、2002

## 参考
- [ISBN 978-4-491-01829-4]
- 「石田佐久馬先生を悼む」 十文字国文、2007-03